# Empire Bizarre
Empire Bizarre was een in 1987 opgerichte kort bestaande zanggroep als project van de Duitse producer Ralph Siegel, die vooral bekend is vanwege inzendingen voor het Eurovisiesongfestival.

## Achtergrond

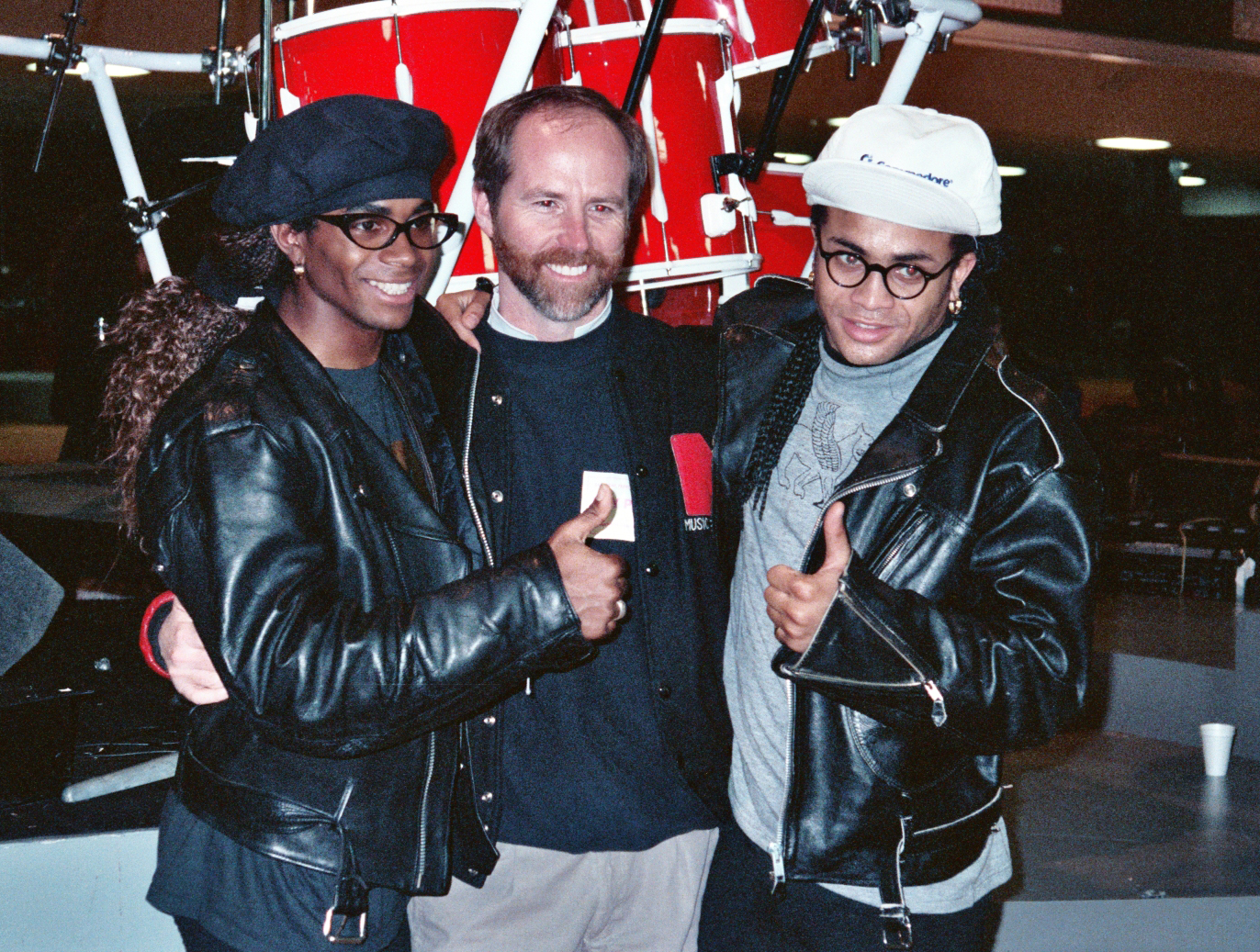
Empire Bizarre's mannelijke leden Rob Pilatus (rechts) en Fab Morvan(links) hier als Milli Vanilli (1990)

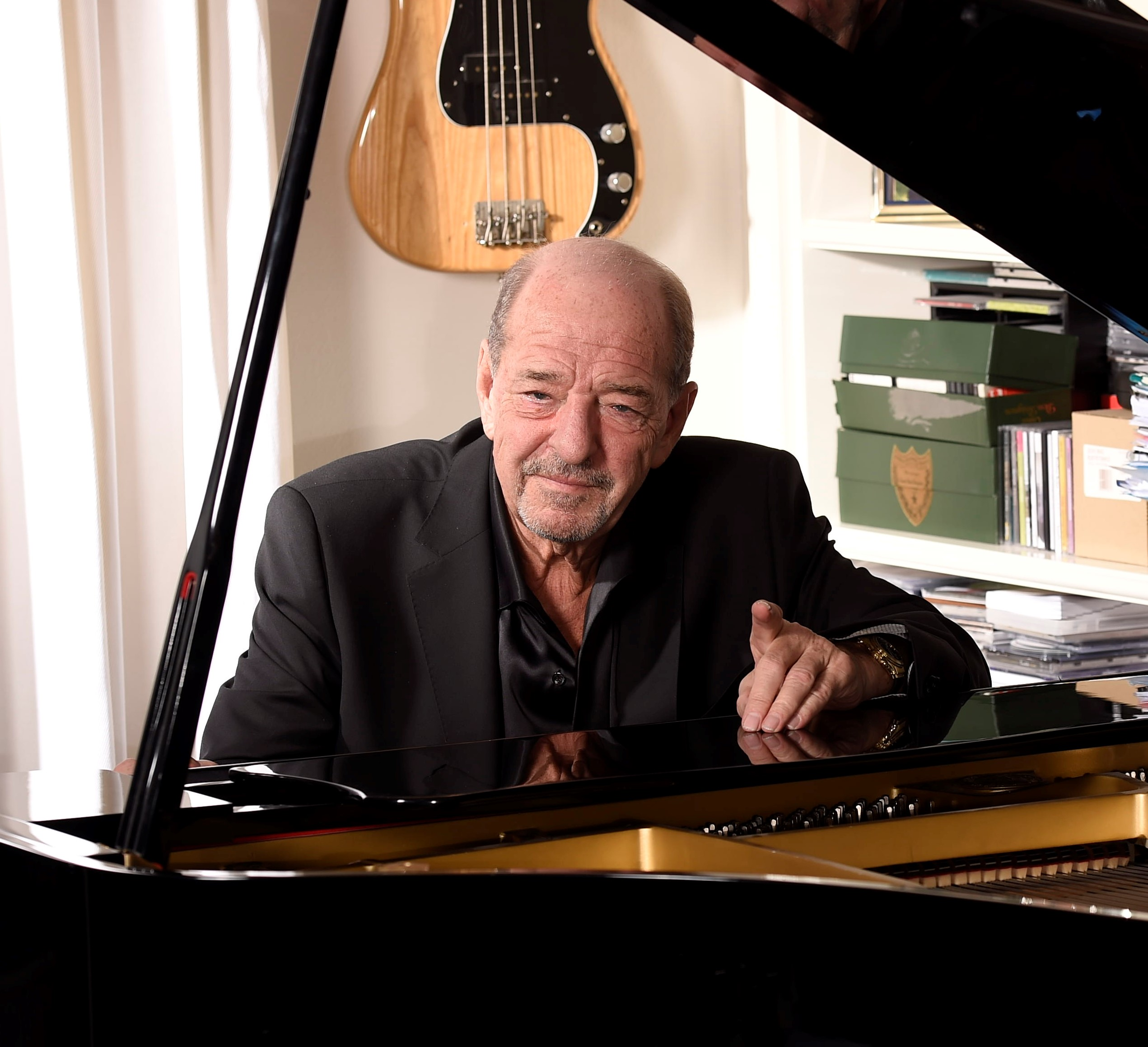
de Duitse producer Ralph Siegel

De groep bestond uit Rob Pilatus en Fab Morvan (die besloten hadden om samen verder te gaan in de show/muziekscene) en een toegevoegde zangeres, de Iraanse Charliene.

### De groep Wind
Voor Empire Bizarre had Pilatus In 1987 zijn televisie debuut. Hij was te zien als achtergrondzanger en gitarist met de groep Wind tijdens de uitvoering van de Duitse inzending voor het Eurovisiesongfestival. Het nummer, lass Die Sonne in dein Herz, was ingezonden door Empire Bizarre's producer Ralph Siegel.

### Figuranten in videoclip
In hetzelfde jaar waren Pilatus en Morvan samen te zien als op de achtergrond dansende figuranten in de videoclip van C.C.Catch's nummer Soul Survivor.

## Zelfzingend maar met ondersteuning van een koortje
Empire Bizarre's projectleider Ralph Siegel had de productie uitbesteed aan producent van Pupil die de heren geen geweldige zangers vond maar beweert dat die wel met het duo in de studio kon werken en ze met behulp van een koortje opneembaar vond. Over de zang van het vrouwelijke lid, Charliene, is niets bekend.

## Geen doorbraak
Als enige Empire Bizarre uitgave werd in 1988 de single Dansez! uitgebracht. Het werd enkele keren tentoongesteld voor de Duitse tv maar werd geen hitsucces.

## Milli Vanilli
Vlak na het kortstondige bestaan van Empire Bizarre braken de mannelijke leden Pilatus en Morvan wereldwijd door als Milli Vanilli onder beleid van de Duitse producer Frank Farian. Tijdens de hoogtijdagen van die groep, vlak na winning van een Grammy Award, werd bekend dat ze slechts visual performers waren.

### Empire Bizarre toch nep?
De producer van Milli Vanilli, de Duitser Frank Farian, beweerde telefonisch tijdens een Duits tv programma waarin Pilatus en Morvan te gast waren dat er bij Empire Bizarre ook al niet zelf gezongen werd. Pilatus en Morvan gaven er geen reactie op. Ook derden beweren dat Empire Bizarre niet zelfzingend was.